# الزويرات
الزويرات مدينة موريتانية وعاصمة ولاية تيرس زمور. أنشأت شركة ميفارما هذه المدينة في سنة 1950 م لتستغل منجم الحديد في فترة لموريتانيا.[بحاجة لمصدر]
تقع الزويرات عند سفح جبل كدية الجل بالقرب من منجم تزاديت وأقرب مدينة لها هي افديرك 30 كم

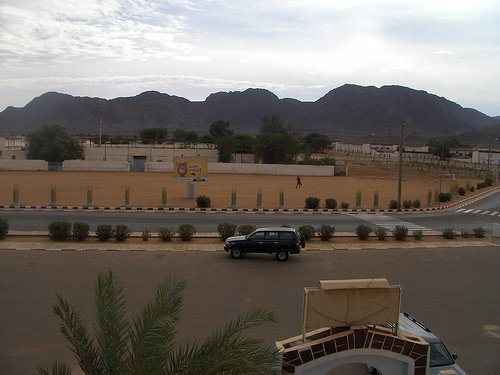
شارع بالزويرات

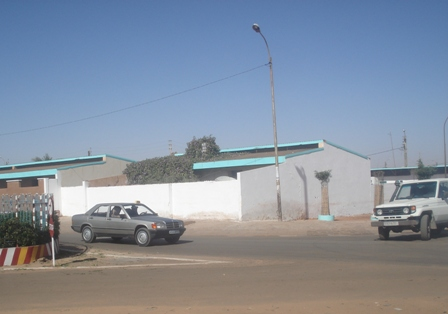
شارع بالزويرات

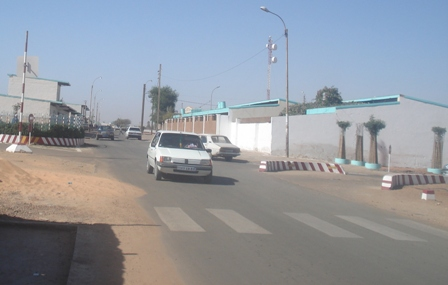
شارع بالزويرات

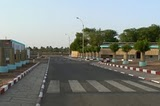
شارع بالزويرات

## المناخ
يظهر الجدول التالي التغييرات المناخية على مدار السنة للزويرات:
| البيانات المناخية لـالزويرات      | البيانات المناخية لـالزويرات | البيانات المناخية لـالزويرات | البيانات المناخية لـالزويرات | البيانات المناخية لـالزويرات | البيانات المناخية لـالزويرات | البيانات المناخية لـالزويرات | البيانات المناخية لـالزويرات | البيانات المناخية لـالزويرات | البيانات المناخية لـالزويرات | البيانات المناخية لـالزويرات | البيانات المناخية لـالزويرات | البيانات المناخية لـالزويرات | البيانات المناخية لـالزويرات |
| الشهر                             | يناير                        | فبراير                       | مارس                         | أبريل                        | مايو                         | يونيو                        | يوليو                        | أغسطس                        | سبتمبر                       | أكتوبر                       | نوفمبر                       | ديسمبر                       | المعدل السنوي                |
| --------------------------------- | ---------------------------- | ---------------------------- | ---------------------------- | ---------------------------- | ---------------------------- | ---------------------------- | ---------------------------- | ---------------------------- | ---------------------------- | ---------------------------- | ---------------------------- | ---------------------------- | ---------------------------- |
| الدرجة القصوى °م (°ف)             | 34 (93)                      | 34 (93)                      | 37 (99)                      | 40 (104)                     | 43 (109)                     | 46 (115)                     | 47 (117)                     | 46 (115)                     | 44 (111)                     | 41 (106)                     | 38 (100)                     | 36 (97)                      | 47 (117)                     |
| متوسط درجة الحرارة الكبرى °م (°ف) | 22 (72)                      | 25 (77)                      | 26 (79)                      | 31 (88)                      | 33 (91)                      | 36 (97)                      | 40 (104)                     | 40 (104)                     | 37 (99)                      | 32 (90)                      | 27 (81)                      | 23 (73)                      | 31 (88)                      |
| متوسط درجة الحرارة الصغرى °م (°ف) | 12 (54)                      | 15 (59)                      | 16 (61)                      | 18 (64)                      | 20 (68)                      | 23 (73)                      | 26 (79)                      | 27 (81)                      | 26 (79)                      | 22 (72)                      | 18 (64)                      | 14 (57)                      | 20 (68)                      |
| أدنى درجة حرارة °م (°ف)           | 6 (43)                       | 8 (46)                       | 10 (50)                      | 10 (50)                      | 12 (54)                      | 15 (59)                      | 16 (61)                      | 18 (64)                      | 17 (63)                      | 12 (54)                      | 10 (50)                      | 6 (43)                       | 6 (43)                       |
| الهطول مم (إنش)                   | 4 (0.2)                      | 2 (0.1)                      | 2 (0.1)                      | 1 (0.0)                      | 1 (0.0)                      | 2 (0.1)                      | 3 (0.1)                      | 8 (0.3)                      | 21 (0.8)                     | 5 (0.2)                      | 4 (0.2)                      | 3 (0.1)                      | 56 (2.2)                     |
| المصدر: Weatherbase               |                              |                              |                              |                              |                              |                              |                              |                              |                              |                              |                              |                              |                              |

## أعلام
- مولاي أحمد خليل